# Złotorogi jeleń
Złotorogi jeleń (ros. Золотые рога, Zołotyje roga) – radziecka baśń filmowa z 1972 roku w reżyserii Aleksandra Rou.

## Obsada
- Raisa Riazanowa jako matka
- Jej dzieci:
  - Ira Czigrinowa jako Maszeńka
  - Lena Czigrinowa jako Daszeńka
  - Wołodia Biełow jako Kiriłł
- Gieorgij Millar jako Baba Jaga
- Aleksiej Smirnow jako Duch leśny
- Jurij Charczenko jako Chochlik
- Lew Potiomkin
- Aleksandr Chwyla
- Michaił Pugowkin jako szef rozbójników
- Sawielij Kramarow
- Margarita Korabielnikowa
- Anastasija Zujewa jako narrator (babcia ukazująca się w oknie) – opowiada bajkę

## Wersja polska
Reżyser dubbingu: Izabela Falewicz
Głosów użyczyli:
- Joanna Jarzębska jako matka
- Jej dzieci:
  - Magda Kalenik jako Maszeńka
  - Justyna Dąbrowska jako Daszeńka
  - Maciej Orłoś jako Kiriłł
- Anna Jaraczówna jako Baba Jaga
- Tadeusz Bartosik jako Duch leśny
- Jerzy Tkaczyk jako Chochlik
- Irena Horecka jako narrator (babcia ukazująca się w oknie) – opowiada bajkę

Źródło: